# Andrea Proske
Andrea Proske (North Vancouver, 27 giugno 1986) è una canottiera canadese, campionessa olimpica nell'otto a Tokyo 2020.

## Biografia
Ha rappresentato il Canada ai Giochi olimpici estivi di Tokyo 2020, dove ha vinto la medaglia d'oro nell'otto con Lisa Roman, Kasia Gruchalla-Wesierski, Christine Roper, Susanne Grainger, Madison Mailey, Sydney Payne, Avalon Wasteneys e Kristen Kit.

## Palmarès
- Giochi olimpici estivi

Tokyo 2020: oro nell'otto;